# Aconias ruficoxalis
Aconias ruficoxalis är en stekelart som beskrevs av Mao-Ling Sheng och Sun 2008. Aconias ruficoxalis ingår i släktet Aconias och familjen brokparasitsteklar. Inga underarter finns listade i Catalogue of Life.